# 麗姬亞
《麗姬亞》是一部由愛倫·坡於1838年所著的短篇小說，當時發佈在雜誌The American Museum上，並為愛倫坡帶來$10的收入。

## 故事簡介
主角熱愛他的前妻麗姬亞，麗姬亞面容美麗、活力動人及學識廣博，不過麗姬亞很早就過世。後來主角娶了另一位太太，可是他依然深愛麗姬亞。不幸地，新任太太結緍後不久就病死。主角為新任太太守靈，突然新任太太出現各種還魂現象，但最後竟然還魂成前妻麗姬亞。